# 東ティモール国際軍

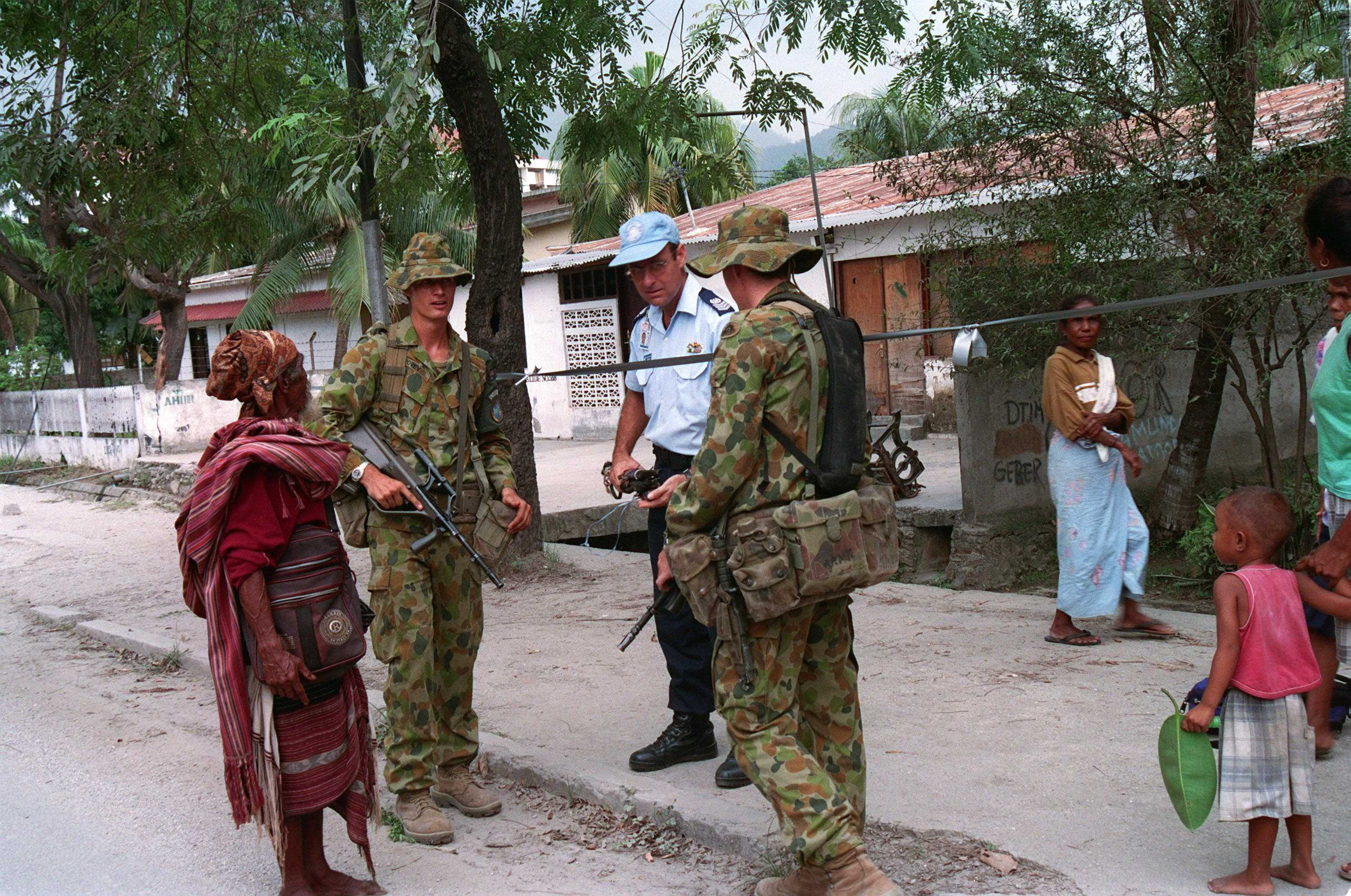
東ティモール国際軍に投入されたオーストラリア軍兵士(2000年、ディリにて)

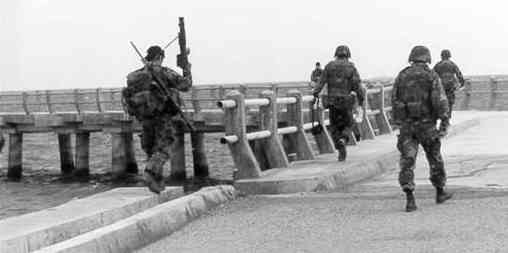
カラベラ港の調査任務を行う米軍兵士(右側)およびニュージーランドのSAS隊員(左側)

東ティモール国際軍（INTERFET: International Force for East Timor）は、東ティモール紛争に対し、国際連合平和維持活動が到着するまでの間、1999年9月20日から投入された、関係諸国の有志連合による多国籍軍。翌2000年2月、国際連合東ティモール暫定行政機構（UNTAET）の傘下に入った。

## 概要
1999年8月30日、東ティモールのインドネシアからの独立の是非を問う住民投票が、国際連合東ティモール・ミッションの支援で実施された。
9月4日、その結果が発表され、独立派が78.5%で勝利したが、その日の内に、独立に反対する勢力の民兵がインドネシア軍の支援を得て東ティモールで暴動を起こした。そのため、同日、シャナナ・グスマンは、国連の平和維持軍の介入を要請した。
9月12日、国際的な平和維持軍の入境を認めるように求める国際社会からの圧力を受け、インドネシア大統領ユスフ・ハビビは、それを認める旨を表明した。
9月15日、国際連合安全保障理事会は、悪化する東ティモールにおける情勢に懸念を表明し、そして、東ティモールに平和・安全を取り戻し、国際連合東ティモール・ミッションを防護・支援し、国連の平和維持軍が認められて展開するまでの間の人道援助活動を容易にするために、多国籍軍を要請する決議（国際連合安全保障理事会決議1264）を採択した。
9月20日、東ティモール国際軍が東ティモールに入った。オーストラリア陸軍を中心とする、完全に自発的な義勇軍による奉仕が行われた。

## 構成
東ティモール国際軍の構成の多くは、オーストラリア軍。施設などは、ニュージーランドが支援。その他の参加国は、以下の通り。
- オーストラリア
- ニュージーランド
- バングラデシュ
- ブラジル
- カナダ
- フランス
- ドイツ
- アイルランド
- イタリア
- ケニア
- マレーシア
- ノルウェー
- フィリピン
- ポルトガル
- シンガポール
- 韓国
- タイ
- イギリス
- アメリカ合衆国